# Kopparören
Kopparören ou Johannesgrund est une île de l'archipel de Vaasa en Finlande,.

## Géographie
Kopparörarna est proche des îles Nölanskäret (1,7 km), Inre Torgrund (2 km), Båtskäret (2 km), Rönnsbuskörarna (2,5 km), Rönnskäret (2,5 km), Norra Äggören (2,5 km), Sebbesbådan (3,1 km), Södra Äggören (3.1 km), Fjärdsgrund (3,1 km) et Annskärsbådar (3,4 km).